# Позняк-Кылар, Елена Александровна
Елена Александровна Позняк-Кылар (род. 24 ноября 1936, Урицк, Ленинград) — эстонская балерина и педагог. Народная артистка Эстонской ССР (1983).

## Биография
Елена Позняк-Кылар окончила Таллинское хореографическое училище в 1955 году в классе Лии Леэтмаа. После окончания учёбы перешла работать в театр «Ванемуйне», где долгое время была прима-балериной в танцевальной труппе театра, а с 1970 года также и помощником режиссёра.
В 1988 году работала учителем танцев в Театре Олдриха Стибора в Оломоуце, Чехословакия. В 1990 году в Каунасском музыкальном театре в Литве была автором танцевальных аранжировок для постановки оперетты «Бал в Савойе» и руководителем постановки движения.
Основательница и директор школы танца и балета «Ванемуйне» с момента её основания в 1994 году.
Выступала в Латвии, Литве, России, Германии, Польше, Чехословакии, Индии, Шри-Ланке и Швеции.
Замужем за дирижёром Эрихом Кыларом. Сын — композитор Марго Кылар.

## Признание
- 1968 — Приз за заглавную партию балета Игоря Стравинского «Соловей».
- 1969 — Заслуженная артистка Эстонской ССР.
- 1981 — Приз за заглавную партию в балете Тимура Когана «Земфира. Сплавы» (Земфира).
- 1983 — Народная артистка Эстонской ССР.
- 1984 — Театральная премия за роль Тиины в одноимённом балете Лидии Аустер[англ.].
- 2006 — Ежегодная премия Тартуского фонда культуры
- 2010 — Орден Белой Звезды 5 степени
- 2010 — Премия Рахель Олбрей
- 2016 — Тартуский звёздный рыцарь
- 2019 — Стипендия Герда Негго